# جدد حياتك (كتاب)
جدد حياتك. كتاب ألفه محمد الغزالي على طريقة كتاب دع القلق وابدأ الحياة.

## جدد حياتك
كتاب للشيخ محمد الغزالي يتحدث فيه معقبا على كتاب «دع القلق وابدأ الحياة» للكاتب ديل كارنيجي منبهاً المسلمين على ان توجيهات الدين الإسلامي فيها من التوجيهات ومن النصائح التي تقدر ان تعين المرء على عيش حياته سعيدا مرتاح البال طوال عمره.

## مقدمة الكتاب
يقول الكاتب في مقدمة الكتاب: (أحب أن ألفت الجاهلين بالإسلام والقاصرين في فقهه إلى الخاصة الأولى في هذا الدين وهي أنه دين الفطرة. فتعاليمه المنوعة في كل شأن من شؤون الحياة هي نداء الطبائع السليمة والأفكار الصحيحة وتوجيهاته المبثوثة في أصوله متنفس طلق لما تنشده النفوس من كمال وتستريح إليه من قرار).

## مقتطفات من الكتاب
يقول الكاتب في صفحات كتابه: (والصلاة في الإسلام تعنى شيئين أحدهما خاص والآخر عام: أحدهما هذه الوجبات الروحية الموزعة على آناء الليل وأطراف النهار متضمنة أفعالا شتى من قراءة وتسابيح وخشوع وتنزيه وركوع وسجود وقيام وقعود وفق ما رسم لها الشارع من صور وهيئات. هذه الصلاة ركن في الإسلام لا يعفى مؤمن من أدائها وهي لقلبه ويقينه كالغذاء لجسمه. فمن حافظ عليها صح دينه وربا إيمانه وترشح لغفران الله ورضوانه. ومن تهاون بها مع علمه بحقها وثمرتها تعرض للضياع والهلكة.)
ويقول أيضاً: (من قديم عرف المصلحون أن بطالة الغنى ذريعة إلى الفسوق. إن الشباب والفراغ والجدة مفسدة للمرء أي مفسدة ونضم إلى هذا أن بطالة الفقراء تضييع لقدرة بشرية هائلة وبعثرة مخزية لما أودعه الله في العضلات والأعصاب والأفئدة من طاقات لو فجرت لغيرت وجه العالم. وأحق الأنظمة بالقبول والتشجيع ما رعى هذه الحقيقة ورتب عليها تعاليمه.)

## خاتمة
يقول المؤلف في خاتمة الكتاب: (لكى تصون الحقيقة وتضبط حدودها يجب أن تعرف هذه الحقيقة وأن تعرف غيرها معها. قد تقول: `وما شأن هذا الغير؟! `. ولماذا يخدش الجهل به حسن التصور للحق المجرد؟. والجواب أن الصورة الكاملة لا بد لها من حدود تنتهى إليها وعند النهاية المرسومة لهذه الحدود تبدأ حقائق مغايرة. ولن تتميز معرفة الشئ إلا إذا عُرفت الأغيار المجاورة له أو المشتبهة به ولذلك قال الأقدمون: `بضدها تتميز الأشياء`.)

## وصلات خارجية
- آراء القراء حول كتاب جدد حياتك على موقع أبجد